# Julos Beaucarne
Julos Beaucarne, pseudonimo di Jules Beaucarne, (Écaussinnes, 27 giugno 1936 – Beauvechain, 18 settembre 2021) è stato un poeta, cantante e attore belga, padre del direttore della fotografia Christophe Beaucarne.
Julos era noto per la sua attività di cantastorie e anche di scultore.
(Julos Beaucarne)

## Biografia
Nato nel 1936, studia al College Saint-Vincent di Soignies. Tra il 1961 e il 1966 fu attore a Bruxelles (soprattutto al Rideau de Bruxelles e al Théâtre de l'Alliance). Beaucarne registrò il suo primo 45giri nel 1964 e il suo primo 33giri nel 1967, Julos sings Julos. Da allora sfornò circa un album ogni due anni.

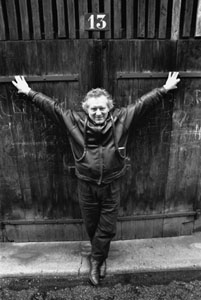
Beaucarne nel 1970

L'omicidio di sua moglie Loulou (Louise-Hélène France) nel 1975 cambiò il suo stile, che si fece più umanista. La notte in cui lei fu uccisa scrisse una lettera aperta analizzando le colpe della società che aveva messo l'arma nelle mani degli assassini, insieme a un invito a "...riforestare l'anima umana... con amore, amicizia e persuasione...". Dopo questa tragedia, viaggiò molto, in particolare in Québec, e rafforzò i suoi legami con la cultura dei cantanti francofoni. Alla morte di re Baldovino, fu scelto come testimonial nazionale per cantare un tributo al re appena defunto. Fu nominato cavaliere nel luglio 2002 da re Alberto II. Firmò il Manifesto per la cultura vallone nel 1983.
Musicò poesie di autori belgi (soprattutto Max Elskamp) e non, dando tra l'altro vita alle canzoni Je ne songeais pas à Rose (Victor Hugo), Je fais souvent ce rêve étrange (Paul Verlaine).
Beaucarne firmò la musica del film La Terre n'est pas une poubelle (1996).

## Discografia

### Albums studio
- 1967: Julos chante Julos
- 1968: L'enfant qui veut vider la mer
- 1969: Julos chante pour vous
- 1971: Premières chansons
- 1972: Arrêt facultatif
- 1974: Front de libération des arbres fruitiers
- 1975: Chandeleur septante cinq
- 1976: Les Communiqués colombophiles
- 1976: Julos chante pour les petits et les grands (disco per bambini)
- 1978: Mon terroir c'est les galaxies
- 1979: Le Vélo volant
- 1980: Le Chanteur du silence
- 1981: La P'tite Gayole
- 1981: L'Univers musical 1  (album strumentale)
- 1982: L'Hélioplane
- 1984: L'avenir a changé de berceau
- 1986: L'Ère vidéo-chrétienne
- 1986: Contes, comptines et ballades (disco per bambini)
- 1989: L'univers musical 2  (album strumentale)
- 1990: 9/9/99, monde neuf
- 1993: Tours, temples et pagodes post-industriels
- 1997: Vingt ans depuis quarante ans
- 2000: Co n' rawète
- 2006: Le Jaseur Boréal
- 2012: Le Balbuzard fluviatile

### Albums dal vivo

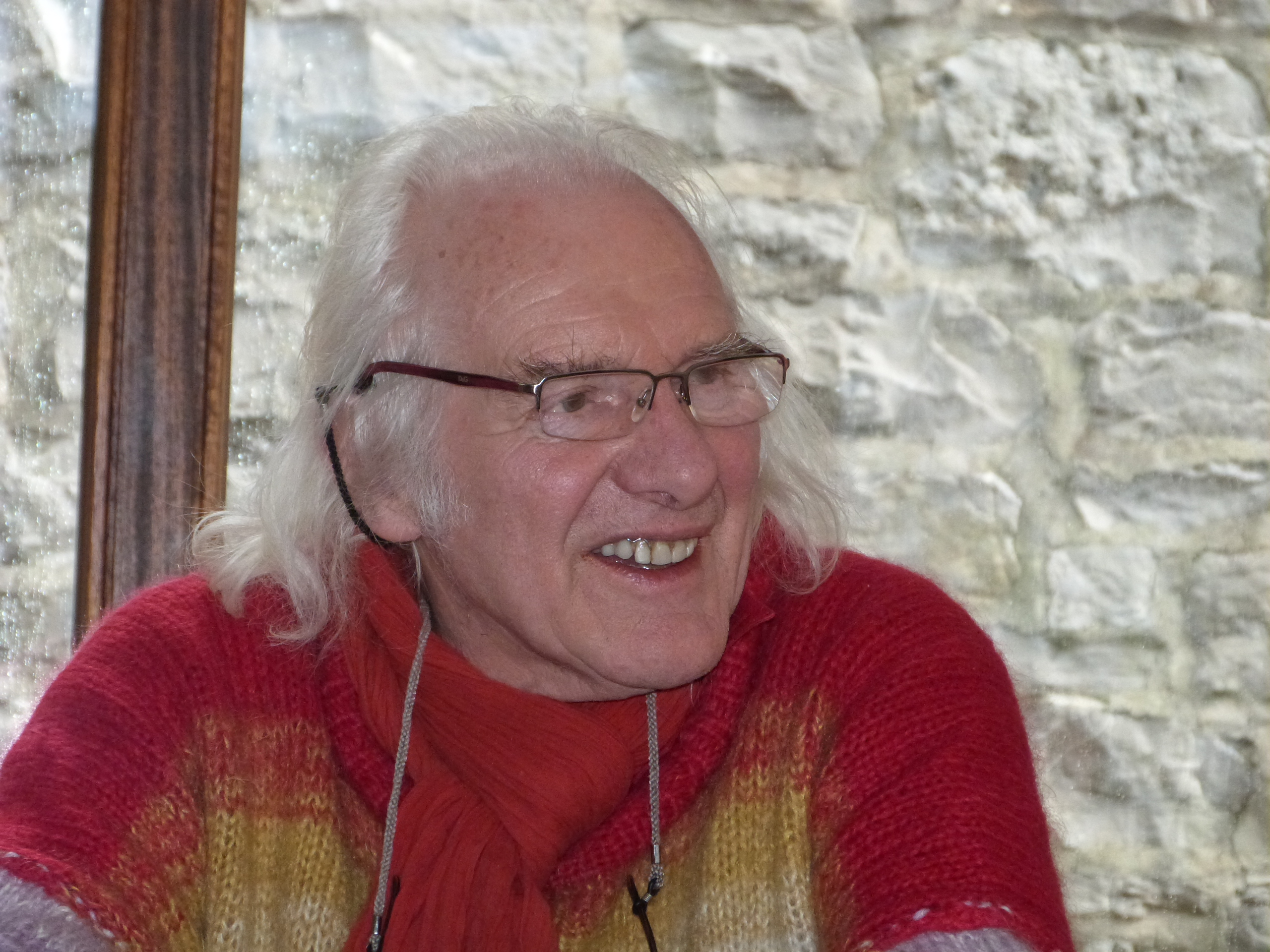
Beaucarne nel 2012

- 1977: Julos Beaucarne au théâtre de la Ville janvier septante sept
- 1987: J'ai vingt ans de chansons
- 1991: Julos au Casino de Paris
- 1998: Le Navigateur solitaire sur la mer des mots
- 2002: Chansons d'amour (doppio CD)

## Filmografia
- Il mistero della camera gialla (Le mystère de la chambre jaune), regia di Bruno Podalydès (2003)

- Le Parfum de la dame en noir (2005)
- Madame Édouard (2004)
- Associés contre le crime di Pascal Thomas (2012)